# Musa Mudde
Musa Mudde (Mpigi, 23 maggio 1990) è un calciatore ugandese, centrocampista dell'UPDF.

## Carriera

### Club
Inizia a giocare nel Simba FC. Due anni dopo, nel 2010, si trasferisce in Kenya, dove firma un contratto con il Sofapaka. Nel 2012, si trasferisce in Tanzania al Simba (da non confondere con l'omonima società ugandese). Nel 2014, torna in Kenya firmando un contratto con l'AFC Leopards, quindi seguono due stagioni (2015 e 2016) al Bandari, sempre in Kenya, prima di tornare nel 2017 all'AFC Leopards. Il 1º gennaio 2018, firma un contratto con la società indiana del Gokulam Kerala. Nel 2019, si trasferisce allo Sports Academy Tirur, nella quarta serie indiana. Nel 2019, si trasferisce al Mohammedan, formazione militante nella I-League 2nd Division.

### Nazionale
Con la nazionale ugandese ha giocato 22 partite tra il 2009 e il 2013.

## Palmarès

### Club

#### Competizioni nazionali
- I-League 2nd Division: 1

Mohammedan: 2020